# Stenostephanus sprucei
Stenostephanus sprucei är en akantusväxtart som först beskrevs av Gustav Lindau, och fick sitt nu gällande namn av Wassh. och J.R.I.Wood. Stenostephanus sprucei ingår i släktet Stenostephanus och familjen akantusväxter. Inga underarter finns listade i Catalogue of Life.